# Casement Park
Casement Park (em irlandês:  Páirc Mhic Asmaint)  é um estádio de jogos gaélicos em Belfast, Irlanda do Norte, e sedia várias partidas dos times de hurling e futebol gaélico de Antrim. Ele está localizado na Andersonstown Road, no oeste da cidade, e leva o nome do revolucionário irlandês Roger Casement.
Em 2015 tinha capacidade oficial para 32.282 pessoas, com certificação de segurança para 31.661, incluindo 6.962 lugares sentados. Em 2021, o estádio estava interditado para eventos e em estado de abandono, com planos de remodelação pendentes há vários anos. Embora a permissão de planejamento para a reconstrução do Casement Park tenha sido confirmada em julho de 2021, em março de 2023, o estádio permaneceu fechado e estava "fora de ação há uma década". Uma candidatura combinada bem-sucedida da República da Irlanda e Inglaterra, Irlanda do Norte, Escócia e País de Gales para sediar o UEFA Euro 2028 inclui uma proposta para reconstruir o estádio até 2028.

## História
Casement Park, um dos maiores estádios da Irlanda do Norte, foi construído alguns anos após à Segunda Guerra Mundial, com a arquibancada principal supostamente sendo feita a partir do aço retirado de hangares de aeronaves militares fora de uso no condado de Fermanagh.
O estádio foi batizado em homenagem ao Roger Casement, um revolucionário irlandês que foi executado em 1916 por seu papel na Revolta da Páscoa.
O estádio teve as suas obras finalizadas e a sua abertura em junho de 1953 com uma partida de futebol gaélico, o Armagh Harps derrotando o St John's of Antrim na final do primeiro Ulster Senior Club Football Championship. O recém-inaugurado Casement Park sediou a final do Campeonato do Ulster menos de um mês depois, que viu Armagh superar o atual campeão irlandês Cavan.
A localização do estádio num bairro majoritariamente republicano esteve próximo de vários incidentes durante a época do conflito que contribuíram para o movimento sindical da Associação Atlética Gaélica (GAA) como pró-republicana. Manifestações contra a introdução do internamento foram realizadas em 12 de setembro de 1971 e 19 de março de 1972. O estádio foi ocupado pelo Exército Britânico desde a Operação Motorman em 31 de julho de 1972 até outubro de 1973. Membros provisórios do IRA exibiram armas em um comício em agosto de 1979. Em março de 1988, dois cabos do Exército que entraram em um cortejo fúnebre republicano foram espancados em Casement Park antes de serem mortos em um terreno baldio próximo. Os aniversários da greve de fome de 1981 foram marcados por comícios no estádio em 2001 e 2006, contra a vontade do Conselho Central do GAA.

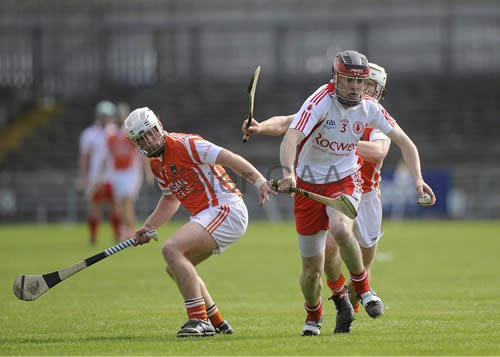
Uma partida de hurling da Ulster Senior Hurling Championship entre Armagh vs Tyrone, 2010

Ao todo, Casement Park já sediou oito finais de futebol do Ulster. No entanto, o campo de Antrim não realiza a final do campeonato realizado na província desde 1971, com o St. Tiernach's Park em Clones sendo local da final todos os anos desde então, exceto entre 2004 e 2006, quando foi transferido para o Croke Park, tal foi a demanda por ingressos. Uma grande reforma do estádio ocorreu em 2000, uma mudança que viu mais jogos do campeonato disputados no Casement Park. Holofotes foram adicionados em 2006.
Em novembro de 2016, Casement Park foi incluído como parte da candidatura da Irish Rugby Football Union, que não teve sucesso, para sediar a Copa do Mundo de Rugby de 2023. O estádio também foi incluído na bem-sucedida candidatura conjunta da Irlanda do Norte à sede da UEFA Euro de 2028.

## Reforma
Em 2006, foram criadas propostas para a construção de um novo estádio multiusos no local da antiga prisão de Maze, perto de Lisburn, que se destinava a acolher jogos de futebol, rugby union e de futebol gaélico. No entanto, a oposição à ideia fez com que ela fosse abandonada em favor de um novo local na área de Sydenham, no leste de Belfast. Isso levou o Ulster GAA, que era um dos parceiros do projeto Maze, a desistir em favor da permanência em Casement Park.
Os planos para reconstruir o Casement Park foram anunciados em 2009, embora só em 2011 o Executivo da Irlanda do Norte anunciou que havia concedido £ 138 milhões para vários projetos de reconstrução de estádios em toda a Irlanda do Norte, dos quais o Ulster GAA receberia £ 61,4 milhões para serem usados para transformar Casement Park em um estádio com capacidade para 40.000 lugares. Outros £ 15 milhões foram propostos pelo Conselho Central da Associação Atlética Gaélica. Se os planos tivessem sido aprovados, o local se tornaria o maior estádio da Ilha da Irlanda. No início de 2012 foi anunciado que as obras de requalificação teriam início no final de 2013 com vista à inauguração do novo estádio até setembro de 2015. Esperava-se que, após sua conclusão, o Ulster GAA mudasse sua sede do St Tiernach's Park em Clones para o reconstruído Casement Park.
Os residentes locais de West Belfast se opuseram à proposta e em setembro de 2013 a Associação de Residentes de Mooreland e Owenvarragh (MORA) emitiu uma petição formal e uma carta de objeção ao Departamento de Meio Ambiente da Irlanda do Norte, descrevendo os planos do novo estádio como "uma monstruosidade" e muito expansivos. Os moradores entraram com uma ação judicial porque a data de início da construção continuava atrasada. Em dezembro de 2014, o Tribunal Superior decidiu que uma decisão ministerial que concedia a aprovação do planeamento para a remodelação do estádio era ilegal, atrasando ainda mais a proposta. Ulster GAA respondeu com decepção à decisão, embora tenha prometido reenviar um projeto melhorado. Fizeram-no em outubro de 2016, revelando um projeto de menor escala com capacidade reduzida para 34.500. Este projeto não obteve aprovação de planejamento, pois o governo de partilha de poder da Irlanda do Norte foi dissolvido em março de 2017. Este atraso fez com que o custo total previsto do projeto aumentasse para aproximadamente £ 110 milhões.
A derrota "em casa" de Antrim por 14 pontos para Tyrone nas quartas de final do Ulster Senior Football Championship de 2019, em Armagh, destacou o mau estado do campo e das arquibancadas do Casement Park. O GAA declarou estar esperançoso de receber permissão de planejamento para a reconstrução em meados da primavera de 2020. Isso finalmente aconteceu em outubro de 2020, quando o Ministro da Infraestrutura, Nichola Mallon, recomendou a aprovação do planejamento. A partir de 2020, especulava-se que o estádio seria inaugurado no verão de 2023, enquanto o projeto ainda enfrentava incertezas de financiamento.
Em julho de 2021, foi confirmada a autorização do projeto para a reforma do Casement Park. Naquela época, o projeto de revitalização (incluindo uma capacidade proposta de 34.578) estava previsto para começar no primeiro semestre de 2022 e ocorreria durante dois anos. No entanto, a aprovação do planejamento foi sujeita a revisão do Tribunal Superior, e em maio de 2022 um recurso contra a reforma do estádio foi rejeitado pelo tribunal, com as obras projetadas para começar em uma data não especificada em 2023 para "conclusão". em 2025".
Em março de 2023, o GAA anunciou que, se reformado conforme proposto, daria permissão especial ao abrigo da Regra 42 para que o Casement Park fosse incluído numa candidatura do Reino Unido e da Irlanda para sediar a UEFA Euro de 2028. A licitação foi escolhida em outubro de 2023; Casement Park é o único estádio anfitrião na Irlanda do Norte.